# Zburzenie Trebizondy
Zburzenie Trebizondy: bajka – dramat autorstwa Feliksa Płażka z 1936 roku. 
Dramat dotyczy konfliktu w rodzinie panującej w Cesarstwie Trapezuntu. 